# Juan Casanova (obispo)
Juan Casanova, O. P. (Barcelona, 1387 - Florencia, 1 de marzo de 1436) fue un obispo y cardenal de la Corona de Aragón.

## Biografía
Profesó en los dominicos en 1403 en el Convento de Santa Catalina de Barcelona e hizo sus primeros estudios en Barcelona, Huesca, Gerona y Sangüesa. Estudió teología en la Universidad de Salamanca de 1415 a 1418.
Fue confesor del rey Alfonso V, nombrado obispo de Bosa y trasladado a la diócesis de Elna en 1425. En 1430 pasó a ser administrador de la diócesis en previsión de su ascenso al cardenalato, que se produjo en noviembre de ese año. Consiguió con sus intervenciones diplomáticas congraciar a Alfonso V el Magnánimo y al Papa y en recompensa Martín V lo nombró cardenal in pectore de San Sixto de Roma, nombramiento que hizo oficial el papa Eugenio IV en 1431; en agosto de ese mismo año se convirtió en administrador apostólico de la diócesis de Gerona.  Fue nombrado además abad comendador del monasterio benedictino de San Pedro de Roda y del de Santa María de Vilabertrán de los Canónigos regulares de san Agustín en la diócesis de Gerona.  Participó en el concilio de Basilea que se opuso al papa Eugenio IV, por lo cual escribió en su defensa el Tractatus de potestate Papae super Concilium.
Murió el 1 de marzo de 1436 en Florencia y fue enterrado en Roma y trasladado posteriormente a la iglesia de los dominicos de Barcelona.
Amante de la cultura y escritor él mismo, protegió a Alfonso Martínez de Toledo, arcipreste de Talavera.

## Obra
- Tractatus de potestate Papae super Concilium
- Tractatus contra schismaticos Basileenses.